# Višňové (Banská Bystrica)
Višňové (em húngaro: Kisvisnyó) é um município da Eslováquia, situado no distrito de Revúca, na região de Banská Bystrica. Tem 8,27 km² de área e sua população em 2018 foi estimada em 70 habitantes.

## Demografia
| Ano:        | 1994 | 2004   | 2014   | 2024   |
| ----------- | ---- | ------ | ------ | ------ |
| Broj ljudi: | 56   | 59     | 64     | 61     |
| Razlika:    |      | +5,35% | +8,47% | -4,68% |

| Ano:               | 2023 | 2024   |
| ------------------ | ---- | ------ |
| Número de pessoas: | 60   | 61     |
| Diferença:         |      | +1,66% |